# 長崎カトリックセンター

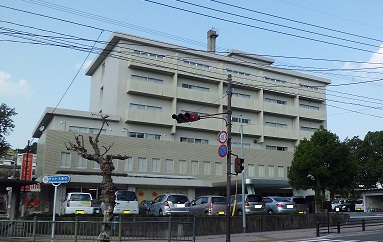
長崎カトリックセンター

長崎カトリックセンター（ながさきカトリックセンター, Nagasaki Catholic Center）は、長崎県長崎市にある会議・宿泊施設。
カトリック長崎大司教区によって設立・運営され、2020年まで長崎カトリックセンターユースホステルを併設していた。

## 所在地
- 〒852-8113 長崎県長崎市上野町10番34号 （北緯32度46分37.8秒 東経129度52分4.6秒 / 北緯32.777167度 東経129.867944度）

## 沿革
- 1971年（昭和46年）10月4日 - 長崎大司教区カトリックセンターの完工落成式を挙行。
  - カトリックの司祭・信徒の研修や事務、およびそのための宿泊の場として完成。
  - 浦上天主堂とは道路を挟んで隣接しており、当初は大司教の執務室も備えられていた。[1]。
- 1981年（昭和56年）2月25日 - 教皇ヨハネ・パウロ2世が長崎滞在の際、1泊宿泊した。
  - 広島から全日空特別機で長崎空港に到着。午後6時7分にカトリックセンターに到着した[2]。
  - カトリックセンター到着後、浦上教会（浦上天主堂）での司祭叙階式・ミサを執り行った。
- 2020年（令和2年） - ユースホステル閉業。

## 施設概要
- 建物は6階建て。
  - 6階 - 宿泊フロア
  - 5階 - 宿泊フロア
  - 4階 - 司祭専用フロア
  - 3階 - 司祭専用フロア
  - 2階 - 大小会議室・大司教区事務所
  - 1階 - 受付・大司教区事務所・カフェ・駐車場・駐輪場

## アクセス
- 最寄りの駅
  - JR長崎線浦上駅下車。
- 最寄りのバス停
  - 県営バス 本原一丁目経由のバス（毎時10本程度）で所要時間8分
    - 「カトリックセンター前」バス停下車後すぐ。
- 最寄りの電停
  - 長崎市電
    - 赤迫行き「平和公園電停」下車、徒歩約10分。

## 周辺
- 浦上天主堂
- カトリック長崎大司教館
- 平和公園
- 長崎原爆資料館
- 如己堂